# Llista de virreis de Nova Espanya
A continuació es mostra una llista dels virreis de Nova Espanya.
| virreis de Nova Espanya (1535-1821) | virreis de Nova Espanya (1535-1821) | virreis de Nova Espanya (1535-1821) | virreis de Nova Espanya (1535-1821)             |
| Retrat | virrei                              | Nom | Període                                         |
| --- | ----------------------------------- | --- | ----------------------------------------------- |
| Antonio de Mendoza y Pacheco | 1                                   | Antonio de Mendoza y Pacheco Marquès de Mondéjar, comte de Tendilla i virrei del Perú.                                                                                        | 14 de novembre de 1535 a 25 de novembre de 1550 |
| virrei de Navarra i comte de Santiago. | 2                                   | Luis de Velasco y Ruiz de Alarcón virrei de Navarra i comte de Santiago. | 25 de novembre de 1550 a 31 de juliol de 1564   |
| Nomenats per Felip II d'Espanya (Casa d'Àustria) |                                     | |                                                 |
| Marquès de Falces, comte de Santisteban de Lerín i governador de Navarra. | 3                                   | Gastón de Peralta Marquès de Falces, comte de Santisteban de Lerín i governador de Navarra.                                                                                   | 19 d'octubre de 1566 a 14 d'abril de 1568       |
| Martín Enríquez de Almansa 6 virrei del Perú. | 4                                   | Martín Enríquez de Almansa 6 virrei del Perú. | 5 de novembre de 1568 a 4 d'octubre de 1580     |
| comte de Coruña. | 5                                   | Lorenzo Suárez de Mendoza 4 comte de Coruña. | 4 d'octubre de 1580 a 29 de juny de 1583        |
| Pedro Moya de Contreras Arquebisbe de Mèxic, Inquisidor y visitador de Nova Espanya, y presidente del Consejo de Indias.                                                      | 6                                   | Pedro Moya de Contreras Arquebisbe de Mèxic, Inquisidor y visitador de Nova Espanya, y presidente del Consejo de Indias.                                                      | 25 de setembre de 1584 a 17 de novembre de 1585 |
| Marquès de Villamanrique. | 7                                   | Álvaro Manrique de Zúñiga 1 Marquès de Villamanrique. | 8 de novembre de 1585 a 25 de gener de 1590     |
| Marquès de Salinas del Río Pisuerga i virrei del Perú. | 8                                   | Luis de Velasco y Castilla (primera vegada) Marquès de Salinas del Río Pisuerga i virrei del Perú.                                                                            | 25 de gener de 1590 a 5 de novembre de 1595     |
| comte de Monterrey i virrei del Perú. | 9                                   | Gaspar de Zúñiga y Acevedo 5 comte de Monterrey i virrei del Perú. | 5 de novembre de 1595 a 26 d'octubre de 1603    |
| Nomenats per Felip III d'Espanya (Casa d'Àustria) |                                     | |                                                 |
| Marquès de Montesclaros i virrei del Perú. | 10                                  | Juan de Mendoza y Luna 3 Marquès de Montesclaros i virrei del Perú. | 26 d'octubre de 1603 a 2 de juliol de 1607      |
| Marquès de Salinas del Río Pisuerga i virrei del Perú. | 11                                  | Luis de Velasco y Castilla (segona vegada) Marquès de Salinas del Río Pisuerga i virrei del Perú.                                                                             | 2 de juliol de 1607 a 17 de juny de 1611        |
| Fray García Guerra Arquebisbe de Mèxic. | 12                                  | Fray García Guerra Arquebisbe de Mèxic. | 17 de juny de 1611 a 22 de febrer de 1612       |
| Diego Fernández de Córdoba 1 Marquès de Guadalcázar. | 13                                  | Diego Fernández de Córdoba 1 Marquès de Guadalcázar. | 18 d'octubre de 1612 a 14 de març de 1621       |
| Nomenats per Felip IV d'Espanya (Casa d'Àustria) |                                     | |                                                 |
| Marquès de Gelves i comte de Priego. | 14                                  | Diego Carrillo de Mendoza y Pimentel Marquès de Gelves i comte de Priego. | 8 d'abril de 1622 a 15 de gener de 1624         |
| Marquès de Cerralbo. | 15                                  | Rodrigo Pacheco y Osorio 3 Marquès de Cerralbo. | 3 de novembre de 1624 a 16 de setembre de 1635  |
| Marquès de Cadreita. | 16                                  | Lope Díez de Aux de Armendáriz 1 Marquès de Cadreita. | 16 de setembre de 1635 a 28 d'agost de 1640     |
| Duc de Escalona, Marquès de Villena, comte de Xiquena i Grande d'Espanya. | 17                                  | Diego López de Pacheco Duc de Escalona, Marquès de Villena, comte de Xiquena i Grande d'Espanya.                                                                              | 28 d'agost de 1640 a 9 de juny de 1642          |
| bisbe de la Puebla de los Ángeles y de Osma, visitador de Nova Espanya. | 18                                  | Juan de Palafox y Mendoza bisbe de la Puebla de los Ángeles i de Osma, visitador de Nova Espanya.                                                                             | 10 de juny de 1642 a 23 de novembre de 1642     |
| comte de Salvatierra i virrei del Perú. | 19                                  | García Sarmiento de Sotomaigr 2 comte de Salvatierra i virrei del Perú. | 23 de novembre de 1642 a 13 de maig de 1648     |
| Marcos de Torres y Rueda bisbe de Yucatán (con título de gobernador de Nova Espanya).                                                                                         | 20                                  | Marcos de Torres y Rueda bisbe de Yucatán (con título de gobernador de Nova Espanya).                                                                                         | 13 de maig de 1648 a 22 d'abril de 1649         |
| comte d'Alba de Liste i Marquès de Villaflor. | 21                                  | Luis Enríquez de Guzmán 9 comte d'Alba de Liste i Marquès de Villaflor. | 28 de juny de 1650 a 15 d'agost de 1653         |
| Francisco Fernández de la Cueva y Enríquez de Cabrera 8 Duc d'Alburquerque, 6 Marquès de Cuéllar, 8 comte de Ledesma y de Huelma, Grande d'Espanya i virrei de Sicilia.       | 22                                  | Francisco Fernández de la Cueva y Enríquez de Cabrera 8 Duc d'Alburquerque, 6 Marquès de Cuéllar, 8 comte de Ledesma y de Huelma, Grande d'Espanya i virrei de Sicilia.       | 15 d'agost de 1653 a 16 de setembre de 1660     |
| Marquès de Leyva y de La Adrada, comte de Baños. | 23                                  | Juan Francisco de Leyva y de la Cerda Marquès de Leyva i de La Adrada, comte de Baños.                                                                                        | 16 de setembre de 1660 a 29 de juny de 1664     |
| bisbe de la Puebla de los Ángeles. | 24                                  | Diego Osorio de Escobar y Llamas bisbe de la Puebla de los Ángeles. | 29 de juny de 1664 a 15 d'octubre de 1664       |
| Antonio Álvarez de Toledo y Salazar II Marquès de Mancera. | 25                                  | Antonio Álvarez de Toledo y Salazar II Marquès de Mancera. | 15 d'octubre de 1664 a 20 de novembre de 1673   |
| Nomenats per Carlos II d'Espanya (Casa d'Àustria) |                                     | |                                                 |
| Duc de Veragua, Marquès de Jamaica i Grande d'Espanya. | 26                                  | Pedro Nuño Colón de Portugal y Castro Duc de Veragua, Marquès de Jamaica i Grande d'Espanya.                                                                                  | 20 de novembre de 1673 a 13 de desembre de 1673 |
| bisbe de Guatemala i Arquebisbe de Mèxic. | 27                                  | Payo Enríquez de Ribera bisbe de Guatemala i Arquebisbe de Mèxic. | 13 de desembre de 1673 a 7 de novembre de 1680  |
| comte de Paredes i Marquès de la Laguna de Camero Viejo. | 28                                  | Tomás Antonio de la Cerda y Aragón comte de Paredes i Marquès de la Laguna de Camero Viejo.                                                                                   | 7 de novembre de 1680 a 16 de juny de 1686      |
| comte de la Monclova y 17 virrei del Perú. | 29                                  | Melchor Portocarrero Lasso de la Vega 3 comte de la Monclova i 17 virrei del Perú.                                                                                            | 16 de novembre de 1686 a 20 de novembre de 1688 |
| Gaspar de la Cerda Sandoval Silva y Mendoza comte de Galve. | 30                                  | Gaspar de la Cerda Sandoval Silva y Mendoza comte de Galve. | 20 de novembre de 1688 a 27 de febrer de 1696   |
| Juan de Ortega y Montañés (primera vegada) Arquebisbe de Mèxic i de Michoacán.                                                                                                | 31                                  | Juan de Ortega y Montañés (primera vegada) Arquebisbe de Mèxic i de Michoacán.                                                                                                | 27 de febrer de 1696 a 18 de desembre de 1696   |
| comte de Moctezuma y de Tula de Allende. | 32                                  | José Sarmiento y Valladares comte de Moctezuma i de Tula de Allende. | 18 de desembre de 1696 a 4 de novembre de 1701  |
| Nomenats per Felip V d'Espanya (Casa de Borbó) |                                     | |                                                 |
| Juan de Ortega y Montañés (primera vegada) Arquebisbe de Mèxic i de Michoacán.                                                                                                | 33                                  | Juan de Ortega y Montañés (segona vegada) Arquebisbe de Mèxic i de Michoacán.                                                                                                 | 4 de novembre de 1701 a 27 de novembre de 1702  |
| Francisco Fernández de la Cueva y de la Cueva 10 Duc de Alburquerque, 8 Marquès de Cuéllar y 4 de Cadreita, 10 comte de Ledesma y de Huelma i 6è de la Torre, Gran d'Espanya. | 34                                  | Francisco Fernández de la Cueva y de la Cueva 10 Duc de Alburquerque, 8 Marquès de Cuéllar i 4 de Cadreita, 10 comte de Ledesma i de Huelma i 6è de la Torre, Gran d'Espanya. | 27 de novembre de 1702 a 13 de novembre de 1710 |
| Duc de Linares, Marquès de Valdefuentes i virrei de Nápoles y de Sardenya. | 35                                  | Fernando de Alencastre Noroña y Silva Duc de Linares, Marquès de Valdefuentes i virrei de Nápoles i de Sardenya.                                                              | 13 de novembre de 1710 a 16 de juliol de 1716   |
| Duc de Béjar y de Arión, Marquès de Valero. | 36                                  | Baltasar de Zúñiga y Guzmán Duc de Béjar i de Arión, Marquès de Valero. | 16 de juliol de 1716 a 15 d'octubre de 1722     |
| Marquès de Casa Fuerte. | 37                                  | Juan de Acuña y Bejarano I Marquès de Casa Fuerte. | 15 d'octubre de 1722 a 17 de març de 1734       |
| Juan Antonio Vizarrón y Eguiarreta Arquebisbe de Mèxic. | 38                                  | Juan Antonio Vizarrón y Eguiarreta Arquebisbe de Mèxic. | 17 de març de 1734 a 17 d'agost de 1740         |
| Duc de la Conquista. | 39                                  | Pedro de Castro Figueroa y Salazar Duc de la Conquista. | 17 d'agost de 1740 a 23 d'agost de 1741         |
| comte de Fuenclara. | 40                                  | Pedro de Cebrián y Agustín comte de Fuenclara. | 3 de novembre de 1742 a 9 de juliol de 1746     |
| Nomenats per Ferran VI d'Espanya (Casa de Borbó) |                                     | |                                                 |
| comte de Revillagigedo i capitán general de Cuba. | 41                                  | Juan Francisco de Güemes y Horcasitas comte de Revillagigedo i capitán general de Cuba.                                                                                       | 9 de juliol de 1746 a 9 de novembre de 1755     |
| Marquès de las Amarillas. | 42                                  | Agustín de Ahumada y Villalón Marquès de las Amarillas. | 10 de novembre de 1755 a 5 de febrer de 1760    |
| Nomenats per Carles III d'Espanya (Casa de Borbó) |                                     | |                                                 |
| Francisco Cagigal de la Vega. | 43                                  | Francisco Cagigal de la Vega . | 28 d'abril de 1760 a 5 d'octubre de 1760        |
| Joaquín Juan de Montserrat y Cruïlles Marquès de Cruïlles. | 44                                  | Joaquín Juan de Montserrat y Cruïlles Marquès de Cruïlles. | 5 d'octubre de 1760 a 24 d'agost de 1766        |
| Marquès de Croix. | 45                                  | Carlos Francisco de Croix Marquès de Croix. | 24 d'agost de 1766 a 22 de setembre de 1771     |
| Antonio María de Bucareli y Ursúa | 46                                  | Antonio María de Bucareli y Ursúa | 22 de setembre de 1771 a 9 d'abril de 1779      |
| Martín de maigrga | 47                                  | Martín de maigrga | 23 d'agost de 1779 a 28 d'abril de 1783         |
| Matías de Gálvez y Gallardo | 48                                  | Matías de Gálvez y Gallardo | 28 d'abril de 1783 a 20 d'octubre de 1784       |
| Gobernador de Luisiana | 49                                  | Bernardo de Gálvez y MadridGobernador de Luisiana | 17 de juny de 1785 a 30 de novembre de 1786     |
| Alonso Núñez de Haro y Peralta Arquebisbe de Mèxic | 50                                  | Alonso Núñez de Haro y Peralta Arquebisbe de Mèxic | 8 de maig de 1787 a 16 d'agost de 1787          |
| virrei de Nueva Granada | 51                                  | Manuel Antonio Flórez Maldonado virrei de Nueva Granada | 16 d'agost de 1787 a 16 d'octubre de 1789       |
| Nomenats per Carles IV d'Espanya (Casa de Borbón) |                                     | |                                                 |
| Juan Vicente de Güemes Pacheco y Padilla 2 comtat de Revillagigedo | 52                                  | Juan Vicente de Güemes Pacheco y Padilla 2 comtat de Revillagigedo | 16 d'octubre de 1789 a 11 de juliol de 1794     |
| Marquès de Branciforte i Gran d'Espanya. | 53                                  | Miguel de la Grúa Talamanca 1 Marquès de Branciforte i Gran d'Espanya. | 11 de juliol de 1794 a 31 de maig de 1798       |
| Duc de Santa Fe. | 54                                  | Miguel José de Azanza Duc de Santa Fe. | 31 de maig de 1798 a 29 d'abril de 1800         |
| Félix Berenguer de Marquina | 55                                  | Félix Berenguer de Marquina | 29 d'abril de 1800 a 4 de gener de 1803         |
| José de Iturrigaray Aréstegui | 56                                  | José de Iturrigaray Aréstegui | 4 de gener de 1803 a 15 de setembre de 1808     |
| Nomenats per Ferran VII d'Espanya (Casa de Borbó) |                                     | |                                                 |
| Pedro de Garibay | 57                                  | Pedro de Garibay | 16 de setembre de 1808 a 19 de juliol de 1809   |
| bisbe de Teruel i Arquebisbe de Mèxic | 58                                  | Francisco Javier de Lizana y Beaumont bisbe de Teruel i Arquebisbe de Mèxic                                                                                                   | 19 de juliol de 1809 a 8 de maig de 1810        |
| Francisco Javier Venegas y Saavedra 1 Marquès de Reunión de Nova Espanya | 59                                  | Francisco Javier Venegas y Saavedra 1 Marquès de Reunión de Nova Espanya | 14 de setembre de 1810 a 4 de març de 1813      |
| Félix María Calleja y del Rey1 comte de Calderón | 60                                  | Félix María Calleja y del Rey1 comte de Calderón | 4 de març de 1813 a 20 de setembre de 1816      |
| Juan José Ruiz de Apodaca y Eliza1 comte de Venadito | 61                                  | Juan José Ruiz de Apodaca y Eliza1 comte de Venadito | 20 de setembre de 1816 a 5 de juliol de 1821    |
| Pedro Francisco Novella y Azabal | 62                                  | Pedro Francisco Novella y Azabal | 5 de juliol de 1821 a 24 de setembre de 1821    |
| Juan O'Donojú y O'Ryan | 63                                  | Juan O'Donojú y O'Ryan | 24 de setembre de 1821 a 27 de setembre de 1821 |

Pels successius governants de Mèxic vegeu Caps d'estat de Mèxic